# Stolonifera
Stolonifera is een onderorde van neteldieren uit de klasse van de Anthozoa (bloemdieren).

## Kenmerken
Deze onderorde bevat kleine kolonies waarvan de poliepen afzonderlijk omhooggroeien uit een platte kruipende stam (stolon). Bij sommige families zoals Tubipora zijn de stammen met elkaar verbonden waardoor een gelijkenis met orgelpijpen ontstaat.  

## Verspreiding en leefgebied
Zij komen op geringe dieptes voor in tropische en subtropische gebieden.

## Families
- Acrossotidae Bourne, 1914
- Arulidae McFadden & van Ofwegen, 2012
- Clavulariidae Hickson, 1894
- Coelogorgiidae Bourne, 1900
- Cornulariidae Dana, 1846
- Pseudogorgiidae Utinomi & Harada, 1973

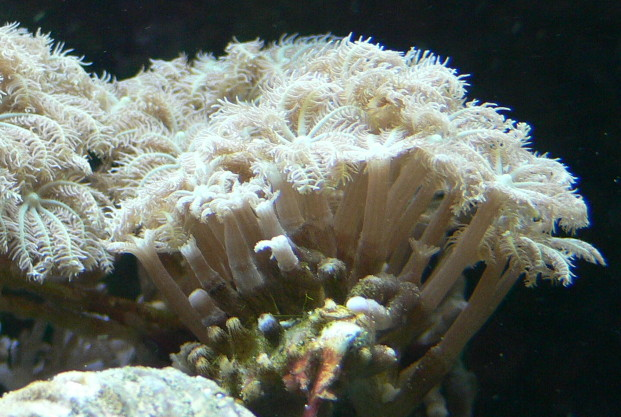
Clavularia (Familie Clavulariidae)

- Tubiporidae Ehrenberg, 1828